# Hoyerhagen
Hoyerhagen egy község Németországban, a Weser-Nienburgi járásban. Lakosainak száma 997 fő (2023. december 31.).

## Népessége
| Lakosok száma | 964  | 955  | 942  | 984  | 986  | 997  |
|               | 2016 | 2017 | 2019 | 2021 | 2022 | 2023 |